# HD 2924
HD 2924，又名BD+26 76，SAO 74083、HR 133，是一颗恒星，视星等为6.67，位于銀經117.82，銀緯-35.1，其B1900.0坐标为赤經0h 27m 18.2s，赤緯+27° -35.1′ 44″。